# Прокопская долина

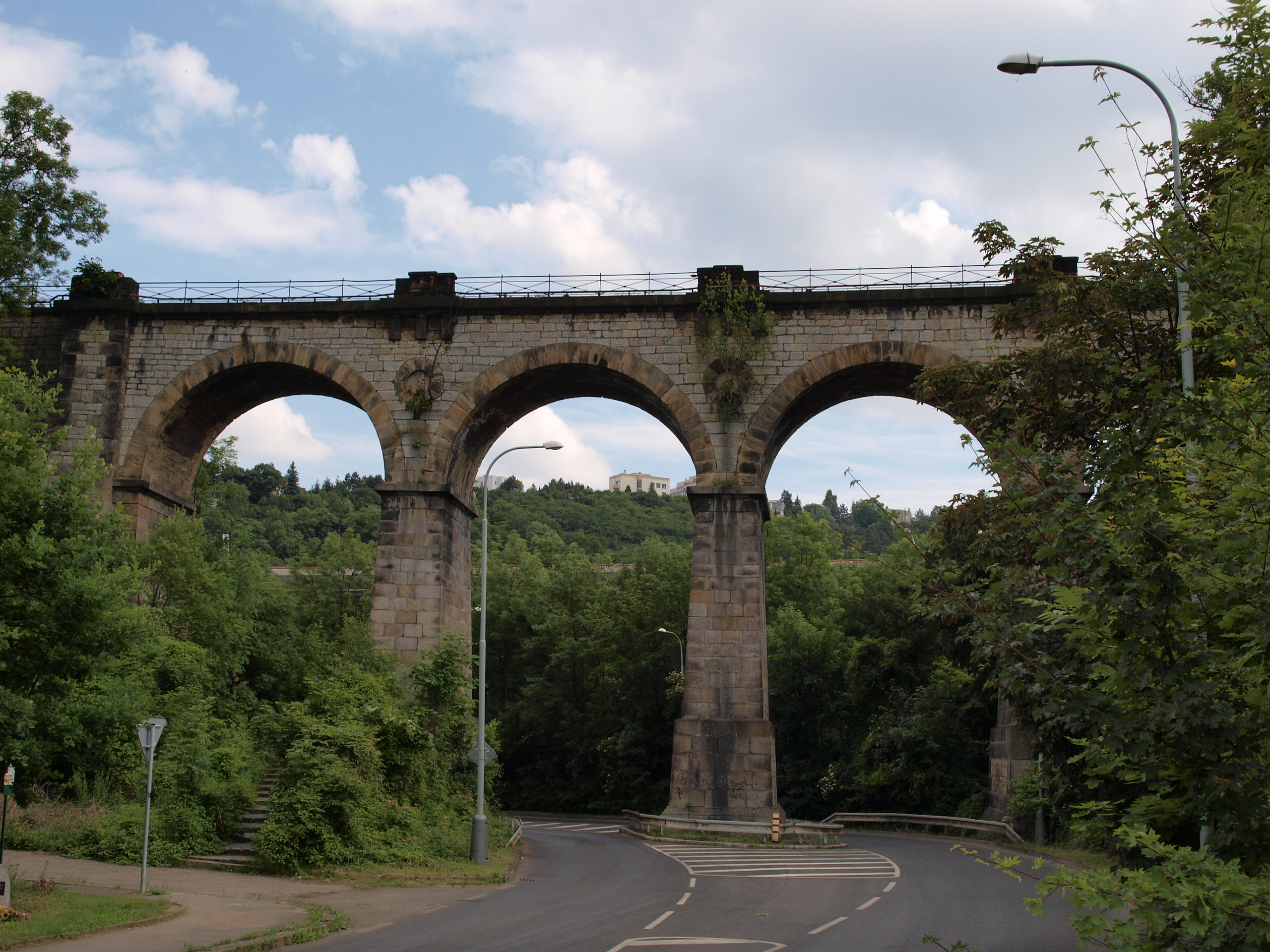
Виадуки в Глубочепах в долине

Прокопская долина — природный заповедник и долина на юго-западе Праги в районе Прага 5. Долиной называется непосредственно овраг, который ведет от Нове Бутовице до Глубочеп. Заповедник лежит на обеих сторонах оврага между Йинонице и Злихов, включая соседние холмы Дивчи Грады.
В долине протекает Далейский поток, в который вливается Прокопский. Последний и дал название долине, несмотря на то, что гораздо короче её.
Здесь проходит велосипедная трасса A 12. Официально она была обозначена в 2010 году, но велосипедисты ездили здесь и раньше.
По всей территории долины имеются следы промышленной добычи извести, первые попытки вести добычу производились ещё в 1860 году. На месте закрытого Прокопского карьера сейчас видна небольшая пещера. Также на месте бывшего карьера возникло любимое туристами озеро.

## Соседние охраняемые зоны
Государством охраняются и смежные области, которые вместе образуют больший участок природы, отделенный от панельных жилых кварталов.
Соседние охраняемые зоны:
- Национальный памятник природы Dalejský profil
- Национальный памятник природы U Nového mlýna
- Национальный памятник природы Barrandovské skály
- Памятник природы Železniční zářez
- Памятник природы Ctirad
- Памятник природы Pod Žvahovem
- Памятник природы Pod školou
- Памятник природы Opatřilka – Červený lom

## Транспорт
Долиной проходит железнодорожная ветка Пражский Земмеринг. В 2001—2005 годах была построена трамвайная ветка, также ходят автобусы.

## В культуре
Около озера был снят ряд фильмов, например Pelíšky в 1999 году, Všechno nejlepší! в 2007 году.